# Skip Wolters
Alexander Nicolaas „Skip” Wolters (ur. 23 listopada 1929 w Holenderskich Indiach Wschodnich, zm. 12 grudnia 2003) – singapurski piłkarz wodny, olimpijczyk. Brat piłkarza wodnego Wiebe.
W 1956 roku wystąpił w piłce wodnej na igrzyskach w Melbourne. Zagrał w jednym ze spotkań fazy grupowej (przeciwko Włochom), a także w dwóch meczach rundy klasyfikacyjnej o miejsca 7–10 (przeciwko Rumunom i Australijczykom). Singapurczycy przegrali wszystkie spotkania i zajęli ostatnie 10. miejsce.
Po igrzyskach w Melbourne nie grał już w reprezentacji narodowej – występował wyłącznie w rozgrywkach klubowych. W późniejszych latach przeniósł się do Europy w celach biznesowych, gdzie zmarł w 2003 roku.